# Cecilio Echevarría
Cecilio Echevarría es una localidad y municipio argentino ubicado en el departamento Lavalle de la Provincia de Corrientes. Fue elevada al rango de municipio por ley 6463 en 2018, sobre tierras hasta ese momento jurisdicción de Santa Lucía, e incluye también a la Colonia Juan Martínez. Su población en el censo de 2010 era de 1050 habitantes. Su principal actividad económica es la horticultura, teniendo una importante concentración de invernaderos a tal fin.
El acceso se realiza por un camino rural no pavimentado de 7,5 km desde la Ruta Provincial 27.
No cuenta con un núcleo poblacional amanzanado, sino una serie de caseríos dispersos a lo largo de los caminos vecinales. La jurisdicción llega hasta la costa del río Paraná, donde cuenta con playas y se puede practicar la pesca deportiva.
En 2020 la sede comunal se hallaba en construcción. El mismo año se inauguró su escuela y jardín de infantes. Cuenta con escuela secundaria, un puesto de salud, agua potable y energía eléctrica.
En 2019 el Gobierno de la Provincia designó a Fabricio Vargas como interventor municipal para la organización del recién creado municipio.